# Slobodan Santrač
Slobodan Santrač, en serbi: Слободан Сантрач (Koceljeva, Sèrbia, 1 de juliol del 1946 -Belgrad, Sèrbia, 13 de febrer de 2016)) és un entrenador i exfutbolista serbi.
És el jugador que té el rècord de gols a la primera divisió de la ja desapareguda Iugoslàvia, havent marcat 218 gols durant la seva carrera, jugant al OFK Belgrad, al Gradanski i al FK Partizan.
Va jugar a la selecció de futbol de Iugoslàvia en un total de 8 partits, aconseguint marcar un gol.
Com a entrenador, ha estat el seleccionador de Sèrbia i Montenegro, durant el període comprès entre 1994 i 1998, inclosa la participació del conjunt balcànic a la Copa del Món de 1998, així com de la selecció de futbol de Macedònia, l'any 2005.
La major part de la seva carrera com a entrenador l'ha desenvolupat a la Xina, entrenant equips com el Shandong Luneng, el Changsha Ginde, el Qingdao Jonoon i el Shaanxi Renhe Commercial Chanba F.C.. Durant la seva cinquena temporada amb el Shandong va ser nomenat entrenador de l'any per la Federació xinesa de futbol.